# Área metropolitana de Cúcuta
El Área metropolitana de Cúcuta es una entidad administrativa de Colombia ubicada en la región oriental del departamento de Norte de Santander. Su municipio principal es Cúcuta, a su vez capital del departamento, e incluye los municipios circundantes de Villa del Rosario, Los Patios, El Zulia, San Cayetano y Puerto Santander. Los municipios venezolanos de San Antonio del Táchira y Ureña están conurbadas con la ciudad de Cúcuta, sin embargo no son parte oficial del área metropolitana. 
Fue creada por la ordenanza número 40 del 3 de enero de 1991 y puesta en funcionamiento por el decreto 508 del 3 de julio de ese mismo año.

## Historia
Las áreas metropolitanas en Colombia tuvieron su origen en la reforma constitucional de 1968, durante el gobierno del presidente Carlos Lleras Restrepo (1966-1970), quedando plasmado en su artículo 198 que "Para la mejor administración o prestación de servicios públicos de dos o más municipios del mismo departamento, cuyas relaciones den al conjunto las características de un área metropolitana, la ley podrá organizarlos como tales..."
El decreto ley 3104 del 14 de diciembre de 1979, en su artículo 16, autorizó el funcionamiento de las áreas metropolitanas cuyo núcleo principal sean los municipios de Medellín, Barranquilla, Cúcuta, Bucaramanga y Pereira.

## Funcionamiento
La entidad es dirigida por una Junta Metropolitana, que es a su vez asesorada por el Consejo Metropolitano de Planeación. Asimismo cuenta con un director, un conductor y una secretaria ejecutiva. Por último está el director técnico, el subdirector administrativo y financiero (que trabaja con el tesorero general), y el subdirector de transporte y valorización. Su director para el período 2020-2023 es Miguel Enrique Peñaranda.

## Demografía
De acuerdo a los datos del censo de 2005 proporcionadas por el Departamento Administrativo Nacional de Estadística, la suma de la población de los municipios corresponde a un 61,4% del total del departamento (855.825 personas para ese momento) y sobre la base de las proyecciones realizadas por este instituto para el año 2010 dicha población ascendería a 1.004.632 habitantes.
La distribución de la población es irregular, agrupándose principalmente alrededor del núcleo urbano de Cúcuta, Villa del Rosario y Los Patios.
| Municipios        | Código DANE | Población 2005 | Proyección 2010 | Proyección 2021 | Referencia |
| ----------------- | ----------- | -------------- | --------------- | --------------- | ---------- |
| Cúcuta            | 54001       | 685.543        | 818.310         | 787.897         | [ 9 ]      |
| Villa del Rosario | 54874       | 69.991         | 78.611          | 112.798         | [ 10 ]     |
| Los Patios        | 54405       | 67.441         | 71.811          | 98.569          | [ 11 ]     |
| Puerto Santander  | 54553       | 8.112          | 9.454           | 9.391           | [ 12 ]     |
| San Cayetano      | 54673       | 4.491          | 4.927           | 7.898           | [ 13 ]     |
| El Zulia          | 54261       | 20.247         | 21.519          | 29.800          | [ 14 ]     |
| Total             |             | 855.825        | 1.004.632       | 1.046.347       |            |

## Municipios

### Cúcuta
Es la ciudad más poblada del departamento, ya que es el núcleo administrativo del gobierno del departamento, en ella se encuentra ubicado la gobernación del departamento, El Palacio de Gobierno, constituido una de las mejores estructuras arquitectónicas del país, también se encuentra el palacio de justicia, los lineamientos de la oficina administrativa del área metropolitana se le denomina "Territorio Internacional de Negocios". Cúcuta es el corazón económico del área metropólitana, es sede del gobierno departamental y asiento de importantes industrias lácteas, de construcción y de textiles, calzado y marroquinería. Posee un aeropuerto internacional, así como un importante terminal terrestre.

### Los Patios
El municipio de Los Patios se ha convertido en un importante núcleo habitacional para la ciudad, especialmente en el sector de La Floresta donde se han construido varios de los edificios más altos de la ciudad. Alberga una sede de la Universidad Francisco de Paula Santander.

### Villa del Rosario
Destaca por su historia, habiendo sido sede del Congreso de Cúcuta, donde se redactó y promulgó la Constitución de Cúcuta de 1821, con la cual se creó la República de Colombia, conocida en la historiografía como la Gran Colombia, así como el municipio donde nació el militar y estadista de la independencia, Francisco de Paula Santander. Alberga una sede de la Universidad de Pamplona.